# 交響曲第1番 (デュティユー)
交響曲第1番は、アンリ・デュティユーが1951年に作曲した交響曲である。初演は同年6月7日にロジェ・デゾルミエール指揮フランス国立放送管弦楽団によって行われた。

## 楽器編成
ピッコロ1、フルート2、オーボエ2、イングリッシュホルン持ち替え）、クラリネット（変ロ）2、バスクラリネット（変ロ）2、ファゴット2、コントラファゴット、持ち替え）、ホルン4、トランペット3、トロンボーン3、テューバ、ティンパニ4、シンバル、大太鼓、小太鼓、トライアングル、タムタム、ゴング、クロタル、シロフォン、ヴィブラフォン、グロッケンシュピール、チェレスタ、ピアノ、ハープ1、弦五部

## 楽曲構成
- 第1楽章 パッサカリア　アンダンテ　　
低弦のピッツィカートによりパッサカリア主題が奏される。この主題が反復する内に種々の楽器が入り乱れ、変奏される。
- 第2楽章 スケルツォ モルト・ヴィヴァーチェ 　
6/16拍子 自由な三部形式
- 第3楽章 間奏曲　レント　
エレジー風の楽章
- 第4楽章 間奏曲 変奏曲を含むフィナーレ

三善晃の「管弦楽のための協奏曲」の終盤3分ほどは、本作の第2楽章に大きく影響を受けている。